# Ibicuitinga
Ibicuitinga är en kommun i Brasilien.   Den ligger i delstaten Ceará, i den östra delen av landet, 1 600 km nordost om huvudstaden Brasília. Antalet invånare är 11 335.
Omgivningarna runt Ibicuitinga är huvudsakligen savann. Runt Ibicuitinga är det ganska tätbefolkat, med 70 invånare per kvadratkilometer.